# にゃまはげ仮面 ニャッパゲ
にゃまはげ仮面 ニャッパゲ（にゃまはげかめん ニャッパゲ）は、秋田在住の飼い猫「ニャジロウ」と秋田の「なまはげ」が合体した、秋田発の猫キャラクター、ゆるキャラ。
秋田のデザイン事務所ネコヤナギでイラストやキャラクターデザインを担当している、やなぎはらともみが産みの親。自身の飼い猫「ニャジロウ（2011年5月18日没）」をモデルにした。

主人公のニャジロウ以外にも実在する猫が多数登場しているが、ニャジロウ含めそのモデル猫の多くは元捨て猫や野良猫である。

## 概要
普段は臆病なニャジロウが、ニャグゴが顔にくっついてションボリ悪さをしているニャグゴンを見ると、ちょっとだけ勇気をふりしぼり、お尻フリフリして、ニャッパゲに変身するというもの。
秋田県動物管理センターや、赤い羽根共同募金とのコラボレーション活動などをしている。

## 登場キャラクター
ニャジロウ
少し気弱なおかっぱ猫。ニャグゴが見えてしまったため、ニャッパゲとして頑張ってみることになった。幸運の黒いカギ尻尾が特徴。ソフトクリームが大好物。作者の故郷・弘前のご当地アイドル"りんご娘"とイベントで共演して以来大ファンに。いつか、りんご娘の追っかけになりたいと思っている。
ニャッパゲ
ニャジロウの変身した姿。ニャグゴにひっつかれた人（ニャグゴン）からニャグゴを切り離すことができる。ニャグゴンの頭の上でプニプニと動くニャグゴを見ると、猫の習性で自然と手が出てしまう。
ハチコ博士
ニャジロウを助ける謎の博士。ニャグゴについてよく知っている。ハタハタベルトを発明した大天才。おしゃれで、フリフリレースやキラキラしたものが好き。ファッションの参考書は「NyanNyan」。星座観察が趣味。
ニャッタ
街を仕切る「め田ぼ一家」親分。ニャジロウの邪魔ばかりするが、情に厚く、ピンチの時に助けてくれたりする。
キジトラ兄弟（ツヨシとカズキ）
ニャッタの子分。お調子者でイタズラ大好き。子だくさんの家の子で、いつも弟妹たちの子守をしている。
ミミちゃん
ニャジロウがひそかに想っている猫。心優しい猫で、赤が好き。
メリー姉さん
cafeロックドラゴン（通称：ロクドラ）のメリー姉さん。ロクドラは、ニャジロウたちが通うカフェ。疲れた体を癒やす、元気メニューが豊富。趣味は筋トレ。美味しいコーヒーが好き。女の子だが強く、キジトラ兄弟にも「アネキ」と呼ばれ、慕われている。
モン社長
世界中を旅して博識のモン社長。雑貨店「モン・デ・バザール」を営んでいる。ニャジロウたちのよき理解者で、ニャジロウはモン社長のお店でバイトをする事も。おとぼけな性格で、時々トンチンカンな商品を仕入れて事件を起こす。子どもたちに風船をあげるのが好き。モン社長の風船には、何か秘密の力があるという。
カニちゃん
ハチコ博士憧れ・猫ファッション誌「NyanNyan」の人気モデル。
おゆき
UFOに乗ってニャジロウたちの住む町へやってきた。父親は大物で、口癖は「パパに言いつけてやるんだから！」。
豪太くん
ニャジロウの友達で水族館に住んでいる。水族館ではスターで人気者。
マーデくん
豪太くんの友達で北極に住んでいたが、新天地を探す旅に出る。旅先では意外な才能を発揮する。
ニャグゴ
「ニャカせてやる！」と空から降ってきて人にひっつき、ネガティブな気持ちにさせ悪さをする。普通の人には見えない。
ニャグゴン
ニャグゴが人にひっつくとニャグゴンになる。ニャグゴにひっつかれると、しょんぼりネガティブな気持ちになり悪さをしてしまう。
カーコ
ニャグゴにひっつかれた人を見つけ、ニャジロウに教えてくれる情報屋。カーコと交信すると猫は「カカカカカ」と鳴く。
タマボー
マジックショーで世界中を旅しているイカサママジシャンのタマボー。風呂敷の中には、多くのマジックのタネが隠されている。いつもハチコ博士にマジックのタネを依頼している。傷ついた左目では、ニャグゴが見えている。普段はイカサママジックを披露しているが、実はかなりの実力者。相棒の比内地鶏のヨッシーといつも一緒。実はお腹がすいた時の食料との噂も。
ヨッシー
タマボーの相棒で、いつもタマボーと一緒。

## 主な活動
- 2015年
  - 7月18日 - 秋田市 エリアなかいち にぎわい広場ほかにて開催される「ヨジロック2015」に出演
- 2012年
  - 3月31日 - ANAスカイホリデーキャンペーン (大阪市なんばパークス)
  - 4月-6月 - 編集中
  - 7月15日 - 軽トラ市＆クラシックカー in こみせ (青森県黒石市)
  - 7月21日 - 港まつり　能代の花火　 (秋田県能代市)
  - 7月29日 - 盛岡駅前ご当地キャラいわて復興まつり (盛岡駅前滝の広場)

- 2011年
  - 10月22日-10月23日 - ゆるキャラ(R)まつりin彦根〜キグるミさみっと2011〜
- 2010年
  - -月-日 - 編集中
- 2009年
  - -月-日 - 編集中
- 2008年
  - -月-日 - 編集中
- 2007年
  - -月-日 - ニャッパゲ仮面でデビュー。ニャッパゲとして活動開始。